# César Cadaval
César Ramón Cadaval Pérez (Sevilla, 19 de septiembre de 1964) es un humorista y cantante español, miembro del dúo Los Morancos. También es compositor musical.

## Biografía
Hijo de Juan Cadaval López (representante en las giras de Antonio Machín, fallecido en 1995) y María Pérez Montané (fallecida el 16 de enero de 2015 a los 83 años). Tiene cinco hermanos: Juan (1955-), Diego (1956-2011), Carlos (1959-2017), Jorge (1960-) y Maite (1965-).
Su carrera artística está vinculada a la de su hermano Jorge, desde que decidieron formar el dúo cómico Los Morancos. Tras recorrer los pueblos de Andalucía, alcanzaron la popularidad a través de televisión desde mediados de los años ochenta. Especial repercusión tuvieron sus parodidas que pretendían reflejar - desde una visión humorística - la realidad social de las clases más desfavorecidas de su Andalucía natal. Personajes interpretados por Cadaval como la abuela permanentemente enlutada Omaíta o el obrero gandul Paco, junto a otros recreados por su hermano Jorge, se hicieron especialmente populares.
En 1989, compuso la canción de Luna Llena del álbum Soy gitano de Camarón de la Isla
Junto a Los del Río, fue compositor de Sevilla tiene un color especial.
En el último trimestre de 2008 participa como jurado en el programa de ¡Mira Quién Baila! de Televisión Española.
Ha participado en el programa Pánico en el plato, de Antena 3, presentado por Juan y Medio.
Compuso la marcha "Azahar de San Gonzalo" dedicada a Nuestra Señora de la Salud de la Hermandad de San Gonzalo de Sevilla, de la que es hermano y fiel devoto.
Es, además, coautor (junto a Rafael Romero Sanjuan) de la letra del conocido tema Sevilla tiene un color especial, interpretado, entre otros, por Los del Río. Otra canción popular compuesta por C. Cadaval es "Roja pasión española" himno de la Selección de fútbol de España.
En 2003 colaboró en el libro Historia gráfica de las fiestas de Sevilla, escribiendo el capítulo dedicado a la Romería de El Rocío.
En los carnavales de Cádiz de 2010, participó con una chirigota en el concurso de agrupaciones junto a José Manuel Soto, Rafa Almarcha, Monchi, Pepito "el Caja" y otros famosos sevillanos en la conocida como la chirigota de los famosos, con la que participaron en el concurso de agrupaciones bajo el nombre Los pre-paraos.
En 2013 realizó el especial de Navidad llamado La puerta del tiempo, para TVE.
En 2016 se difundió su afición a la caza tras la publicación de imágenes con leopardos y antílopes abatidos, lo que causó un gran revuelo en las redes sociales, a pesar de que las imágenes tenían cuatro años de antigüedad.
El 30 de marzo de 2017 apareció junto a su hermano Jorge Cadaval  en el programa de televisión El hormiguero.
En 2021, se confirmó que iba a participar junto a su hermano Jorge Cadaval en el programa Tu cara me suena (España)